# Обелиск в Буэнос-Айресе
Обелиск в Буэнос-Айресе (исп. Obelisco de Buenos Aires) — современный монумент, построенный в центре Буэнос-Айреса. Сами горожане называют его просто Обелиск (El Obelisco).

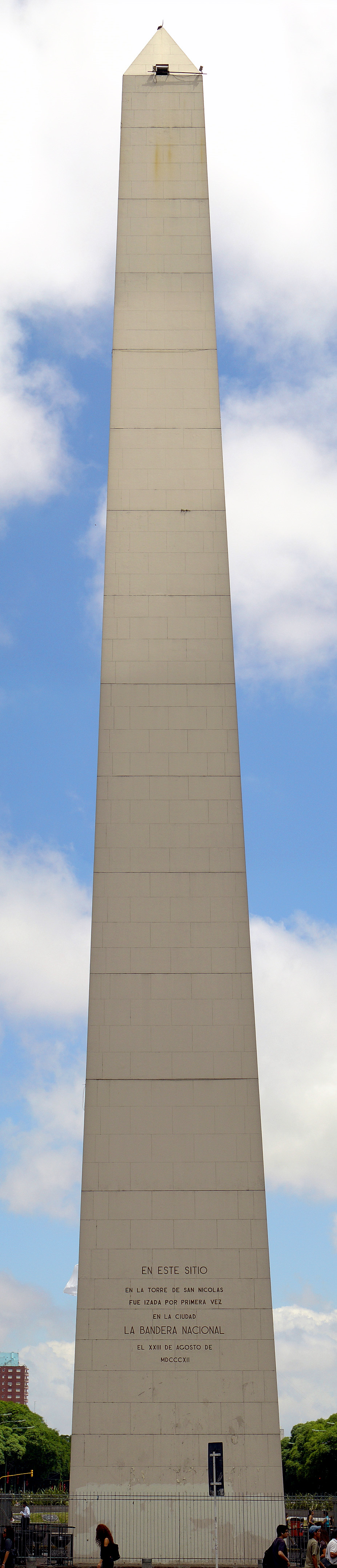
Северная грань обелиска

Обелиск был построен в мае 1936 года в ознаменование 400-й годовщины основания города. Он находится в центре Площади Республики, в том месте, где впервые в городe был вывешен аргентинский флаг, на пересечении проспекта 9 июля и проспекта Авениды Корриентес. Высота 67 метров, площадь основания 49 квадратных метров. Спроектированный архитектором Альберто Пребишем (Alberto_Prebisch), он был построен всего за 4 недели.
Обелиск — одно из главных культовых мест города и место проведения многих культурных мероприятий (обычно на деньги города), а также неформальных мероприятий. Здесь по традиции собираются спортивные болельщики, чтобы отпраздновать победу своей команды, особенно сборной Аргентины по футболу, часто устраивая красочные празднества, привлекающие внимание прессы. Здесь акробатические группы демонстрировали своё искусство высотной акробатики.
На протяжении своей истории обелиск неоднократно подвергался вандализму, особенно политически ориентированному (граффити). В 1980-е годы группа активистов ворвалась в обелиск и начала брызгать краской из его верхних окон, что заставило городские власти построить ограду вокруг основания обелиска. Это решение вызвало споры, но в итоге оказалось эффективным для снижения количества инцидентов.
В течение некоторого времени в 1970-х годах, во время нахождения у власти Изабель Мартинес де Перон, на обелиске висел кольцеобразный знак с лозунгом El silencio es salud (молчание — это здоровье). Хотя лозунг был предположительно направлен против водителей транспорта, производящих излишний шум, его часто интерпретировали как совет аргентинцам не высказывать свои политические взгляды.
1 ноября 2005 было объявлено, что закончена тщательная реставрация Обелиска, финансировавшаяся Объединением аргентинских художников и реставраторов (Ceprara). Монумент был выкрашен 90-микронной акриловой краской цвета «парижский камень», более приятного для глаза, чем ранее использовавшийся белый.

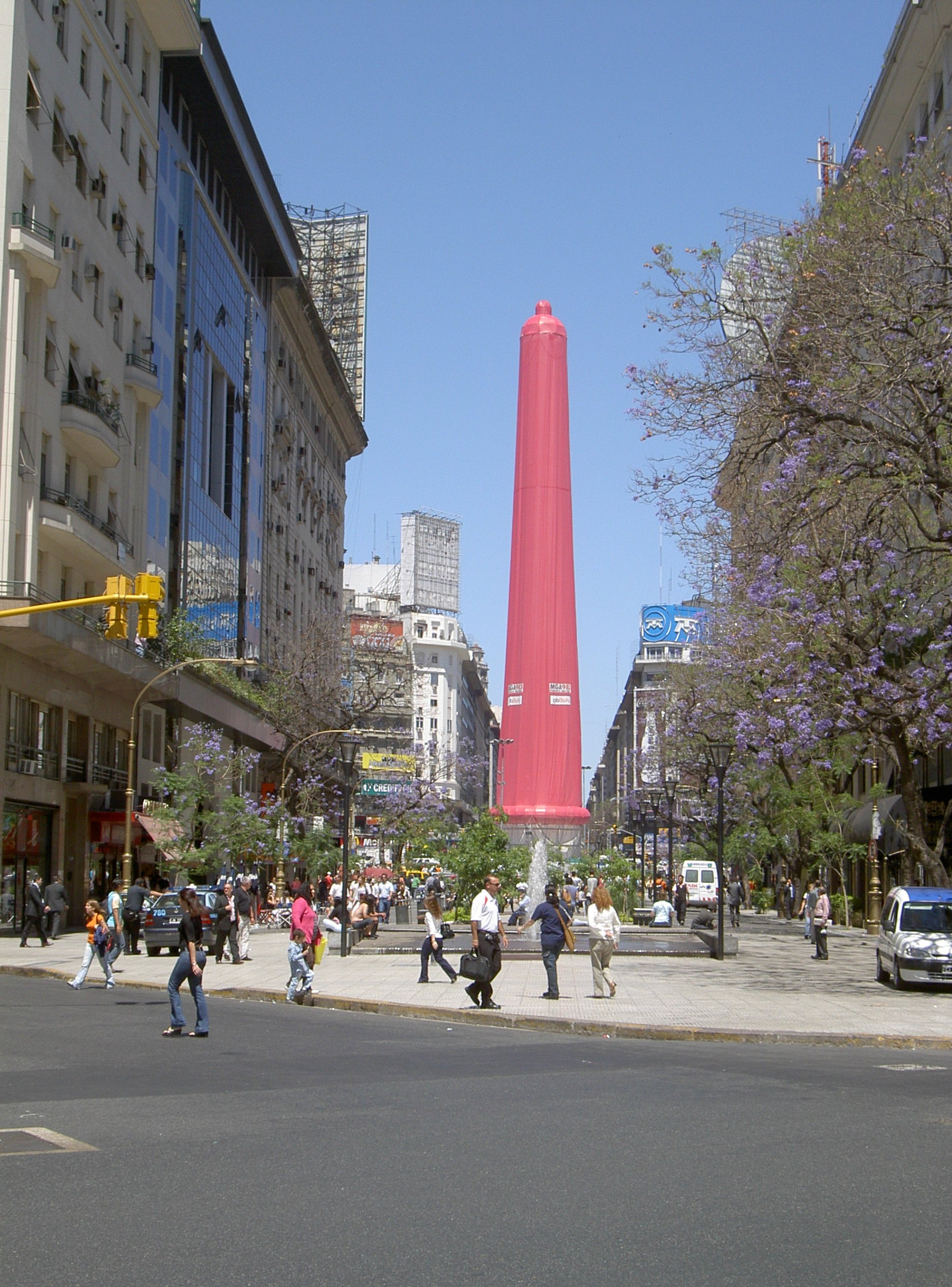
Обелиск в розовом презервативе

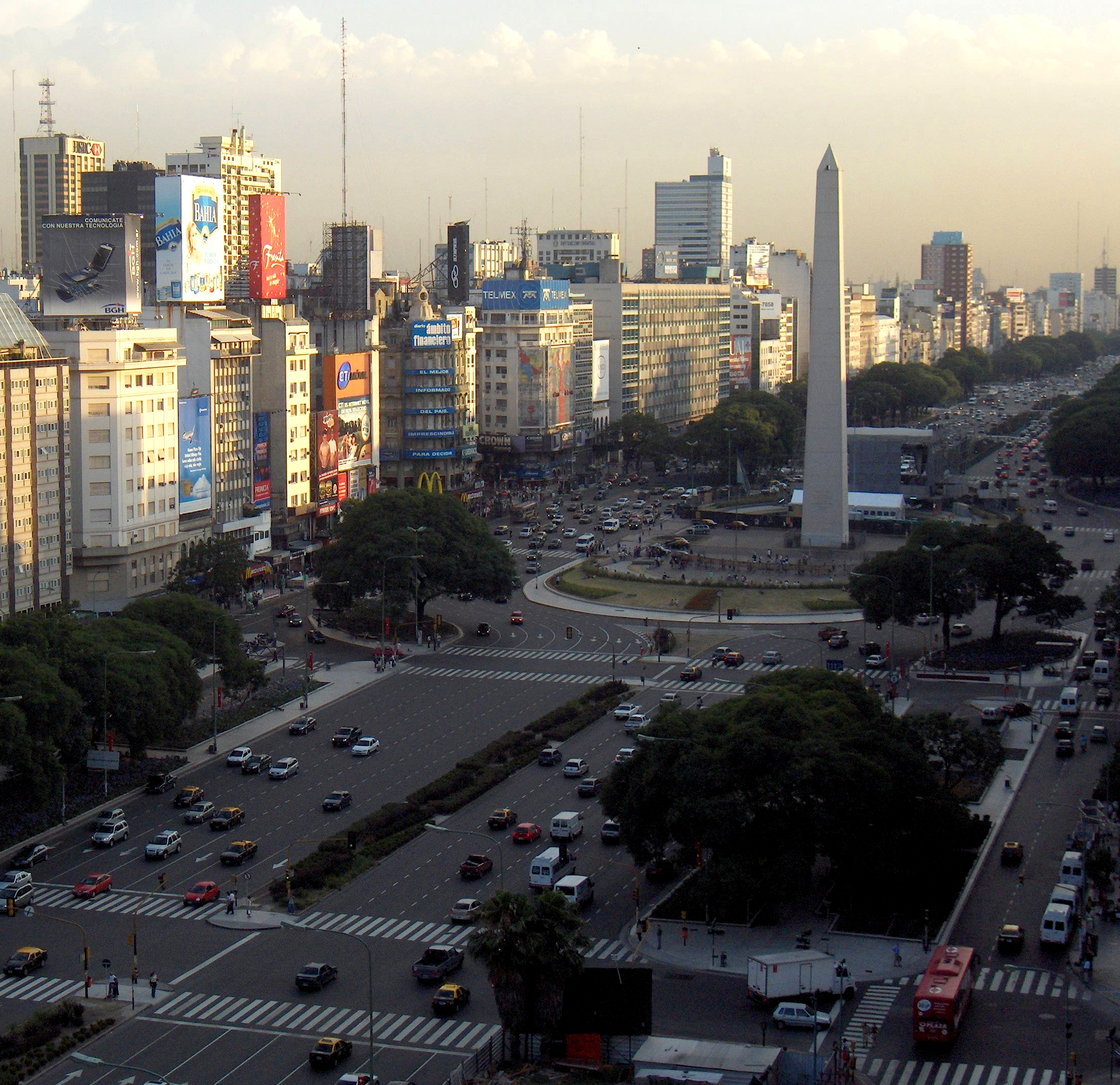
Обелиск в Буэнос-Айресе

1 декабря 2005 в ознаменование Международного Дня борьбы со СПИДом (World AIDS Day) обелиск был одет в розовый презерватив.
16 сентября 2006 года, в 30-ю годовщину Ночи карандашей (Noche de los lápices) монумент был превращён в огромный карандаш.
Линии B, C, D метрополитена Буэнос-Айреса (Subte de Buenos Aires) имеют станции возле обелиска, соединяющиеся с коммерческими галереями через подземные переходы.